# 慕容惠
慕容惠（?—?），五胡十六国南燕的乐浪王，
397年三月十四日，北魏攻打后燕，乐浪王慕容惠、中书侍郎韩范、员外郎段宏、太史令刘起等人率领工匠、艺伎等三百人逃奔邺城。慕容惠后来依附南燕慕容德。409年六月慕容超桂林王慕容镇，任命他为录尚书、都督中外诸军事。慕容镇请求以国库中的金银布匹招募逃散的几万士兵，让他们再去决一死战。司徒、乐浪王慕容惠反对，认为东晋军乘胜而来，气势旺盛。後秦虽然与刘勃勃互相僵持，但也不足以当成祸患。後秦与南燕分别占据中原地区，就像唇齿依傍。建议派尚书令韩范去请求援军。慕容超听从了他的意见。